# UN-Entwicklungshilfe-Plan

Emblem der Vereinten Nationen

Der UN-Entwicklungshilfe-Plan (UNDAP) (engl. United Nations Development Assistance Plan) ist ein gemeinsames Entwicklungshilfe-Instrument der Vereinten Nationen und ihrer internationalen und nationalen Partner, das sich an den Bedürfnissen der Empfängerländer und den international vereinbarten Entwicklungszielen orientiert. Er wurde unter dem früheren UNDP-Administrator James Speth eingeführt. Der UNDAP baut auf den früheren Programmierungsprozessen für Entwicklungshilfe-Programmrahmen (UNDAF) und entsprechende Aktionspläne auf.

## Prinzipien
Die UNDAP-Methode wurde entwickelt auf der Grundlage früherer UNDAF-Erfahrungen, den Erfahrungen mit dem UNDG-Prinzip Delivering as One (frei übersetzt: Leistungserbringung im Gesamtpaket) sowie Erkenntnissen, die man  aus der 2007 aufgelegten Joint Assistance Strategy for Tanzania (JAST)-Beteiligung gezogen hatte.
Ein UNDAP hat das Ziel, unnötige Parallelstrukturen beim Planungsaufwand für die UN-Institutionen und die nationalen Partner zu vermindern und, wenn dies möglich ist, bisherige UNDAF-Anforderungen und länderspezifische Abläufe anzupassen und dadurch effizienter zu machen. Die organisations-spezifischen Anforderungen sollen konsequent und verlustfrei in einer suffizienzten Programmlogik umgesetzt werden.
Der Plan schafft Verknüpfungen zu regionalen und globalen Initiativen im gleichen Sektor, um eine möglichst große Synergie zwischen den UN-Plänen und multilateralen wie bilateralen Programmen zu erreichen. Jährliche Überprüfungen und Anpassungen sorgen für eine dauerhafte Gültigkeit des  UNDAP. Der Plan und die Umsetzungsmodalitäten stellen die Kohärenz von Planung, Umsetzung bis hin zur Berichterstattung sicher.

## Tansania
Tansania war das erste Land, in dem die UNDAP-Methode angewandt wurde. Der auf vier Jahre angelegte Plan für das Land hatte einen Umfang von 777 Mio. US-$. Er wurde am  24. Juni 2011 vom Joint Steering Committee (JSC), das von der tansanischen Regierung und den Vereinten Nationen gebildet wurde, in Kraft gesetzt.
Im Rahmen des UNDAP-Prozesses wurde von den beteiligten Organisationen UN-Entwicklungsprogramm, UN-Bevölkerungsfonds, UN-Kinderhilfswerk und Welternährungsprogramm der Vereinten Nationen ein Common Country Programme Document (CCPD) veröffentlicht, welches die verschiedenen Schwerpunkte beleuchtete.

## Uruguay
Im Mai 2010  fand in Uruguay ein Workshop statt, auf dem ein UNDAP-Konzept entwickelt wurde, welches die UNDAF-Vereinbarung zwischen der uruguayischen Regierung und den Vereinten Nationen fortschreiben sollte. Die wirtschaftliche Entwicklung Uruguays war in den Folgejahren von stetigem Wachstum geprägt, sodass die internationale Unterstützung inzwischen eingestellt werden konnte.

## Ruanda
Mit der ruandischen Regierung haben die Vereinten Nationen einen Entwicklungshilfeplan (UNDAP II) für den Zeitraum 2018–2023 vereinbart. Hier finden neue globale und regionale Impulse ihren Niederschlag wie die Agenda 2030 der UN für nachhaltige Entwicklung, die Agenda 2063 der Afrikanischen Union und die Vision 2050 der Ostafrikanischen Gemeinschaft.
Schwerpunkte des vereinbarten Plans für Ruanda sind wirtschaftliche und soziale Umgestaltung sowie die Weiterentwicklung der staatlichen Strukturen zur Unterstützung dieser Prozesse.

## Nachweise
1. ↑  Murphy, C.N., 2006a, The United Nations Development Programme: A Better Way?, Cambridge: Cambridge University Press p.290
2. ↑  United Nations Development Assistance Framework (UNDAF) (Memento vom 31. Dezember 2010 im Internet Archive), United Nations Development Group, abgerufen am 2. Juni 2019
3. ↑  UNDAF Action Plan - Background documents (Memento vom 29. Dezember 2010 im Internet Archive), United Nations Development Group, abgerufen am 2. Juni 2019
4. ↑  Joint Assistance Strategy for Tanzania (JAST). Tzdpg.or.tz, abgerufen am 28. Dezember 2010.
5. ↑  24 June 2011 (Seite nicht mehr abrufbar, festgestellt im April 2013. Suche in Webarchiven)
6. ↑  The United Nations in Tanzania - Detailed News. Untanzania.org, 13. Dezember 2010, abgerufen am 24. Dezember 2010.
7. ↑  Coastweek Kenya: coastweek.com. coastweek.com, abgerufen am 24. Dezember 2010.
8. ↑  Home. Ippmedia.com, 15. Dezember 2010, abgerufen am 24. Dezember 2010.
9. ↑  Coordination Connection. Undg.org, 8. Februar 2010, abgerufen am 24. Dezember 2010.
10. ↑  Archived copy. Archiviert vom Original am 27. Dezember 2013; abgerufen am 24. Dezember 2010.
11. ↑  http://www.unicef.org/about/execboard/files/Draft_CCPD_for_Tanzania_posted_17_December.pdf
12. ↑  http://www.ippmedia.com/frontend/index.php?l=30512
13. ↑  http://www.unicef.org/infobycountry/tanzania_59026.html
14. ↑  http://www.unicef.org/about/execboard/files/2011-PL-1—Draft_CCPD_for_Tanzania_(with_new_symbol)_-_22_Dec_2010-SS.pdf
15. ↑  Joint Workshops between the United Nations System and the Uruguayan Government. Designing the UN Development Action Plan (UNDAP). Iuci.opp.gub.uy, 20. Mai 2010, abgerufen am 24. Dezember 2010.
16. ↑  https://gadebate.un.org/en/73/uruguay Rede des uruguayischen Präsidenten Tabaré Vázquez vor den Vereinten Nationen am 26. September 2018, abgerufen am 3. Juni 2019
17. ↑  http://www.rw.one.un.org/publications/united-nations-development-assistance-plan-2018-2023-undap-ii
18. ↑  http://www.fao.org/3/a-as811e.pdf